# Mondavio
Mondavio est une commune italienne de la province de Pesaro et Urbino, dans la région Marches.

## Culture

### Monuments
- La Rocca Roveresca di Mondavio de Francesco di Giorgio Martini (1488).

## Administration
| Période                                  | Période | Identité | Étiquette | Qualité |
| ---------------------------------------- | ------- | -------- | --------- | ------- |
|                                          |         |          |           |         |
| Les données manquantes sont à compléter. |         |          |           |         |

### Hameaux
S. Andrea di Suasa, S. Michele al Fiume, S. Filippo sul Cesano, Cavallara.

### Communes limitrophes
Barchi, Corinaldo, Fratte Rosa, Monte Porzio, Montemaggiore al Metauro, Orciano di Pesaro, Piagge, San Giorgio di Pesaro, San Lorenzo in Campo.

## Jumelages
- Fontenay-Trésigny en France ;
- Vilassar de Dalt en Espagne.